# Francesca French
Francesca French (馮貴石T, Féng GuìshíP (Bruges, 12 dicembre 1871 – Watford, 2 agosto 1960) è stata una missionaria britannica protestante che operò in Cina nelle file della Missione della Cina interna (CIM).

## Biografia
Nacque in Belgio, secondogenita di John Erington French e della sua prima cugina Frances Elizabeth French e compì gli studi a Ginevra in Svizzera. Sua sorella maggiore, Evangeline "Eva" si recò in Cina nel 1893. Francesca avrebbe voluto andare anche lei, ma rimase in Inghilterra per prendersi cura dell'anziana madre. Dopo la morte della madre, avvenuta nel 1908, raggiunse sua sorella in Cina.
Le sorelle French operarono a Huozhou, nello Shanxi, con Mildred Cable e viaggiarono costantemente nell'area circostante divenendo note come il "trio."  Francesca era la più tranquilla delle tre e descritta come sensibile, comprensiva, letterata e artista. Dopo 20 anni trascorsi a Huozhou, pensavano che la missione avrebbe dovuto essere consegnata ai capi cinesi e le tre si sarebbero candidate a lavorare in una Cina occidentale relativamente sconosciuta, in gran parte musulmana. Sebbene ci fossero dubbi che le donne dovessero essere assegnate a questa regione, la loro proposta fu finalmente accettata nel 1923.

La sede del "trio" era a Jiaquan, nell'estremo occidente della provincia di Gansu, evidenziata in questa mappa.

## Viaggi in Asia centrale
Per successivi tredici anni, come scrisse Mildred Cable: "Andammo dal fiume Ejin a Turfan, da Jiuquan a Chuguchak, ... trascorremmo lunghi anni a seguire rotte commerciali, rintracciando deboli tracce di carovane, cercando innumerevoli sentieri ed esplorando le oasi più nascoste ... Cinque volte attraversammo l'intera estensione del deserto del Gobi, ed eravamo diventate parte di esso". 

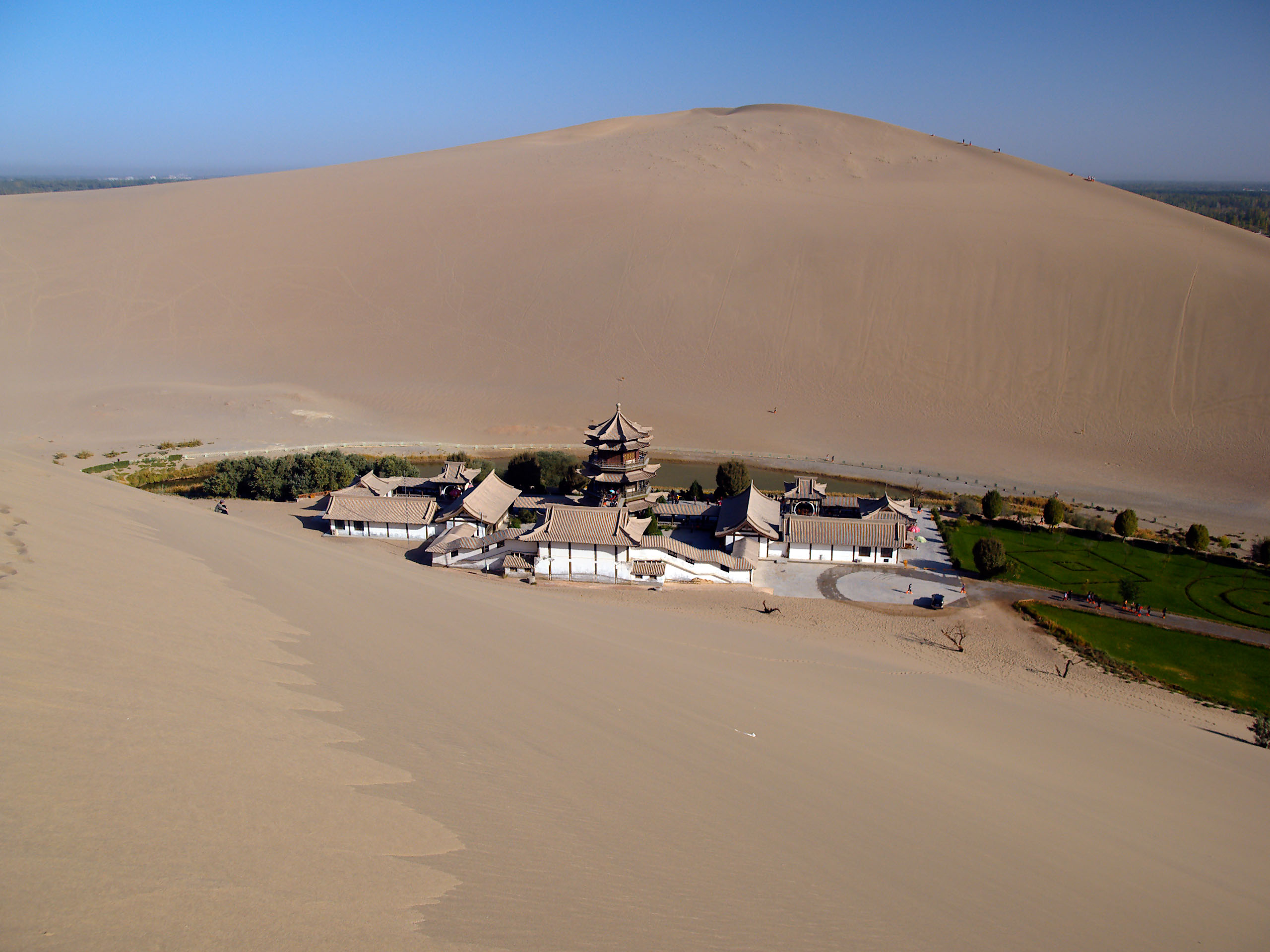
Il lago Crescent fu una delle oasi visitare dal "trio".

Nel giugno del 1923, tutte e tre partirono per l'Asia centrale da Huozhou. Viaggiando per 2.414 km., nei successivi otto mesi, evangelizzarono lungo il tragitto e raggiunsero Zhangye (allora chiamata Kanchow). Zhangye era l'ultima città all'interno della Grande muraglia cinese. Trovarono un evangelista cinese che stava già lavorando lì e, su sua richiesta, organizzarono una scuola biblica durante l'inverno. Quando arrivò l'estate erano di nuovo sulla strada, seguendo il corridoio Hexi  verso ovest, questa volta con alcuni dei credenti cinesi che avevano convertito. Affittarono case per loro e un edificio per adibirlo a chiesa, nel Jiuquan, che in seguito sarebbe stata la loro sede. Dal Jiuquan viaggiarono molto, vendendo e distribuendo Bibbie e letteratura cristiana ed estendendo il loro raggio d'azione ai villaggi tibetani nella provincia del Qinghai, negli accampamenti mongoli e nelle città musulmane nella provincia dello Xinjiang. Studiarono la lingua uigura per comunicare con le donne musulmane, la massima priorità dei loro sforzi missionari, anche se sembra che abbiano fatto pochissimi convertiti tra loro.
Le tre erano donne indipendenti, volitive e audaci. Eva French venne criticata per aver dato l'Eucaristia alla sua congregazione cinese a Natale del 1924, dicendo che era considerata una prerogativa maschile. Sconcertata dalle critiche, Mildred Cable fece la stessa cosa nella Pasqua seguente. Il loro modo di viaggiare in Asia centrale differiva dalle spedizioni contemporanee di esploratori come Aurel Stein e Sven Hedin, che viaggiavano con grandi carovane scortate da guardie armate. Il "trio" caricava il carro con letteratura religiosa e attraversava la Via della seta da solo o con alcuni colleghi cinesi.
I rapporti interpersonali tra di loro erano che "Mildred era la 'figura paterna', Francesca la madre, ed Eva la volitiva, pungente e meravigliosa bambina".
Per tornare in Inghilterra in congedo, viaggiarono attraverso la Siberia e dopo essere ritornate intrapresero un viaggio di un anno nello Xinjiang (allora noto come Turkestan cinese). Lungo il tragitto giunsero su una strada che era controllata da un capo musulmano cinese, Ma Zhongying, che le prese in ostaggio affinché curassero le sue ferite. Nel 1932, fecero il loro primo viaggio nel Gobi, dove la Cable fu gravemente ferita dal calcio di un asino. Il trio lasciò la Cina, per l'ultima volta nel 1936, e non fu in grado di tornare perché, nell'agosto del 1938, a tutti gli stranieri fu ordinato di lasciare il Gansu e lo Xinjiang dal signore della guerra locale. Il trio si ritirò in Dorset. Francesca morì a Watford (che allora si trovava nello Hertfordshire) il 2 agosto 1960 all'età di 88 anni, meno di un mese dopo la morte di sua sorella Eva
Mildred Cable era morta nel 1952.

## Opere
- Mildred Cable and Francesca French, Dispatches from North-West Kansu (1925)
- Through Jade Gate and Central Asia (1927)
- Something Happened (1933)
- A Desert journal: Letter from Central Asia (1934)
- Ambassadors for Christ (1935)
- Toward Spiritual Maturity: A Handbook for Those Who Seek It (1939)
- A Parable of Jade (1940)
- The Gobi Desert (1942)
- The Book which Demands a Verdict (1946)
- China - Her Life and Her People (1946)
- George Hunter Apostle of Turkestan (1948)
- W. J. Platt, Three Women: Mildred Cable, Francesca French, Evangeline French: The Authorized Biography (1964).